# 金剛鎮
金剛鎮（こんごうちん）は中華人民共和国湖南省長沙市瀏陽市の鎮。

## 行政区画
- 金市社区
- 金声社区
- 李畋社区
- 山虎村
- 沙螺村
- 丹桂村
- 石霜村
- 太子湖村
- 星星村
- 南岳村

## 経済

### 名物・特産品
- 爆竹
- ブドウ
- リュウガン

## 地理
金剛鎮は瀏陽市の南部に位置し、北は大瑶鎮と、東は江西省萍郷市と、西は万栄郷と、南は醴陵市南橋鎮とそれぞれ接している。
- 河川：南川河
- ダム湖：太子湖水庫、杜荘水庫
- 山：亭子嶺（標高796.2メートル）

## 教育
- 金剛中学

## 交通

### 道路
- 国道：106国道
- 高速道路：黄萍高速道路
- 県道：X008

## 観光
- 石霜寺：臨済宗楊岐派・黄龍派の祖庭。俊芿はかつてここで学んだ。
- 南岳聖地廟
- 雲岩洞
- 連理枝（千年古樟）
- 桃樹湾劉家大屋
- 六棟堂李家大屋[3]